# Otto Schmidt (General, 1845)
Otto Wilhelm Schmidt (* 16. April 1845 in Kassel; † 5. Februar 1903 ebenda) war ein preußischer Generalleutnant.

## Leben

### Herkunft
Otto Schmidt war ein Sohn des Oberstleutnants im 2. Infanterie-Regiment der Kurhessischen Armee Friedrich Christoph Schmidt und dessen Ehefrau Wilhelmine, geborene von Loßberg (* 1804). Sie war die Tochter des kurhessischen Generalleutnants und Kriegsministers Friedrich Wilhelm von Loßberg.

### Militärkarriere
Nach seiner Erziehung im elterlichen Hause besuchte Schmidt das Gymnasium und anschließend das Kadettenhaus in seiner Heimatstadt. Am 31. Mai 1864 wurde er als Portepeefähnrich dem 3. Infanterie-Regiment der Kurhessischen Armee in Fulda überwiesen und unter Beförderung zum Sekondeleutnant Mitte September 1864 in das 1. Infanterie-Regiment nach Kassel versetzt. Mit dem Regiment nahm er 1866 in Süddeutschland am Krieg gegen Preußen teil. Nach dem verlorenen Krieg wurde das Kurfürstentum von Preußen annektiert und die Armee aufgelöst.
Zum 30. Oktober 1866 wurde Schmidt in den Verband der Preußischen Armee übernommen und im Infanterie-Regiment Nr. 81 in Mainz angestellt. Ab Juni 1867 war er Adjutant des II. Bataillons und nahm in dieser Eigenschaft während des Krieges gegen Frankreich 1870/1871 an den Belagerungen von Metz, Diedenhofen und Mézières sowie den Kämpfen bei Noisseville, Failly, Chieulles, Rupigny-Malroy, La Maxe, Ladonchamps und St. Remy teil. Ende Oktober 1870 avancierte Schmidt zum Premierleutnant und erhielt für sein Wirken das Eiserne Kreuz II. Klasse.
Vor dem Vorfrieden von Versailles wurde er Ende Januar 1871 von seiner Stellung entbunden und diente vom 21. Januar 1872 bis zum 30. September 1876 als Regimentsadjutant. Am 21. November 1876 erfolgte seine Beförderung zum überzähligen Hauptmann und Mitte Februar 1877 die Ernennung zum Chef der 9. Kompanie. Vom 11. Dezember 1879 bis 16. Juni 1887 war er als Adjutant beim Generalkommando des XI. Armeekorps nach Kassel kommandiert. In dieser Zeit wurde er unter Belassung in seiner Stellung am 18. April 1882 in das 4. Thüringische Infanterie-Regiment Nr. 72 versetzt, erhielt am 15. Februar 1885 mit Datum vom 21. November 1875 ein Patent zu seinem Dienstgrad und stieg am 20. Februar 1886 zum überzähligen Major auf. Mit der Ernennung zum Bataillonskommandeur im 1. Schlesischen Grenadier-Regiment Nr. 10 trat Schmidt dann in den Truppendienst zurück. Er wurde am 18. April 1891 unter Beauftragung mit den Funktionen des etatmäßigen Stabsoffiziers in das 2. Großherzoglich Hessische Infanterie-Regiment (Großherzog) Nr. 116 nach Gießen versetzt und einen Monat später als Oberstleutnant zum etatmäßigen Stabsoffizier ernannt. Vom 14. Mai 1894 bis zum 16. Juni 1897 war Schmidt Oberst und Kommandeur des Infanterie-Regiments „von Horn“ (3. Rheinisches) Nr. 29. Anschließend unter Stellung à la suite seines Regiments mit der Führung der 65. Infanterie-Brigade beauftragt, wurde Schmidt am 20. Juli 1897 Generalmajor und Kommandeur dieser Brigade in Mörchingen. In dieser Stellung erhielt er anlässlich des Ordensfestes im Januar 1899 den Roten Adlerorden II. Klasse mit Eichenlaub. In Genehmigung seines Abschiedsgesuches wurde Schmidt unter Verleihung des Charakters als Generalleutnant am 16. Juni 1900 mit Pension zur Disposition gestellt.
Er lebte danach in seiner Geburtsstadt und starb 1903.